# LORA München

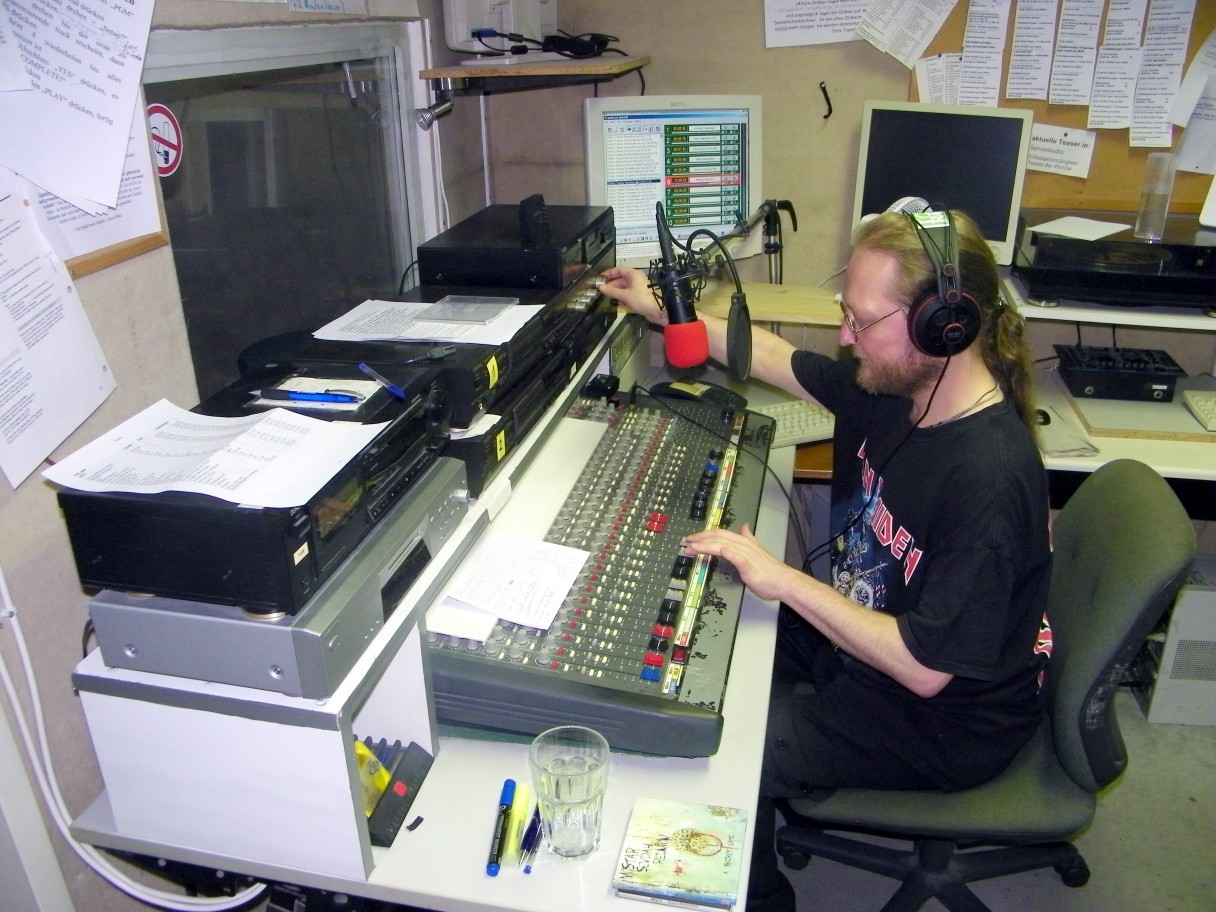
LORA-Sendetechniker on air

LORA München (die Abkürzung steht für Lokalradio) ist ein lokaler Hörfunksender in München. Obwohl der Sender privatrechtlich organisiert ist – und auch Werbung erlaubt ist –, bietet LORA München als nichtkommerzielles und freies Radio eine Plattform für soziale, ökologische, kulturelle und politische Themen, Initiativen und Organisationen. Eigentümer sind die gemeinnützige LORA Programmanbieter GmbH, an der der LORA Förderverein e. V., die Laute Lora GbR und acht Einzelpersonen als Gesellschafter beteiligt sind.

## Geschichte
Die Vorarbeiten zu LORA München reichen bis Mitte der 1980er Jahre zurück. Mitglieder verschiedener Münchner Initiativen (Mieterinitiativen und Mitarbeiter von Lokalzeitungen, Gewerkschaften und selbstverwalteten Arbeitskollektiven, später auch von Friedensgruppen) bildeten eine Radioinitiative, zunächst unter dem Namen Bürgerradio Haidhausen.
Der erste Radiosender mit Namen „Radio LoRa“ wurde 1981 in Zürich gegründet und diente als Vorbild für die Gründung eines Lokalradios. Zur Unterscheidung wurde der Name „Radio LORA München“ gewählt. Das Radioprojekt präsentierte sich erstmals am 17. April 1986 der Öffentlichkeit. Der erste LORA-Förderverein wurde im Oktober 1986 gegründet, die LORA-GmbH als Inhaber der Sendelizenz im Februar 1987. 1990 wurde der LORA-Förderverein für alternative Programme im Lokalradio e. V. gegründet.
Sendestart war am 8. Oktober 1993 auf der UKW-Frequenz 89.0 mit einem zweistündigen Programm, montags bis freitags von 18 bis 20 Uhr. Gerichtliche Widersprüche der kommerziellen Hörfunkanbieter auf dieser Frequenz hatten den Sendestart um ein halbes Jahr verzögert – und auch am ersten Sendetag (4. Oktober 1993) noch durch eine einstweilige Verfügung einen Sendeabbruch erwirkt. Nach ca. 20 Minuten wurde die erste LORA-Sendung abgeschaltet und der bisherige Anbieter wurde wieder auf die Frequenz geschaltet. Erst am 8. Oktober 1993 konnte dann endgültig mit dem Senden begonnen werden.
1994 strahlte LORA das Impressum gemäß Telemediengesetz nicht korrekt aus und musste über 10.000 Euro Strafe an die Behörden und 1.500 Euro an Gerichtskosten zahlen. Im Frühjahr 1994 wechselte der Sender auf die Frequenz 92.4 und teilt sich seitdem die Frequenz mit Radio Feierwerk (Samstag und Sonntag) sowie anderen wechselnden Anbietern (anfangs Jazzwelle, später Relax FM, Radio Deluxe, FAZ Businessradio, zwischenzeitlich noch AFK M94.5 und aktuell den religiösen Programmen Christliches Radio München und Radio Horeb, seit 2017 zusätzlich werktäglich 1 Stunde Radio München).
Auf UKW-Frequenz 92.4 sendete man zunächst 3 Stunden täglich (18 bis 21 Uhr), ab August 2002 dann 5 Stunden (19 bis 24 Uhr). Im Oktober 2004 lief nach 10 Jahren die UKW-Lizenz ab, über eine öffentliche Neuausschreibung erhielt LORA eine neue Sendezeit von Montag bis Freitag von 17 Uhr bis 24 Uhr. Seit Ende 2012 wird das Programm zusätzlich auf DAB+ ausgestrahlt. Bis Mai sendete Radio LORA montags bis freitags rund um die Uhr sowie am Sonntag 10 Sunden. Mit Wirkung von Mai 2017 wurden die Sendezeiten auf UKW und DAB+ von der Bayerischen Landeszentrale für neue Medien (BLM) neu verteilt, was zu einer Reduzierung der DAB+-Sendezeiten und einer für Hörer verwirrenden Verschiebung von UKW-Sendezeiten führte. Seitdem wird zwischen 16 und 18 Uhr nur auf UKW 92.4 gesendet, aber nicht auf DAB+, Freitag ab 21 Uhr nur noch auf DAB+. 2023 gab einer der Geschäftsführer anlässlich des dreißigsten Jahrestages der Erstsendung ein Interview.
LORA München produzierte sein Programm bis 1998 in der Pariser Straße, dann in einem Sendestudio in der Gravelottestraße 6. 2015 zog der Sender in die Räume in der Schwanthalerstraße 81 um.

## Struktur und Organisation
Rund 250 ehrenamtliche Mitarbeiter und rund 50 Vereine und Initiativen organisieren und gestalten das Programm in 120 Redaktionen. Die verbindende Institution der Mitarbeiter und das Koordinationsgremium ist die Redaktionskonferenz.
Sendelizenzinhaber ist die als gemeinnützig anerkannte LORA Programm-Anbieter GmbH. Der ebenfalls gemeinnützige LORA Förderverein trägt einen wichtigen Teil der täglichen Betriebskosten. Über verschiedene Vereinbarungen zwischen GmbH und seinen Gremien, dem Förderverein und der Redaktionskonferenz, wird sichergestellt, dass Programminhalte innerhalb des selbstgesteckten Profils durch die aktiven Mitarbeiter selbst bestimmt werden.
Die Redaktionskonferenz findet monatlich als Videokonferenz statt, neben den Themen der Münchner Stadtteile und des Stadtrates gibt es mit „Stadt-Land-Fluss“ und „Nachrichten aus der Provinz“ auch Themen außerhalb des Münchner Stadtgebietes; die Reihe „Arbeit-Brotzeit-Freizeit“ beschäftigt sich mit Themen des Arbeitslebens, der Donnerstag hat den Schwerpunkt Gesundheit und Geschlechter.

## Programm
Ein Magazin sendet von Montag bis Freitag um 18 Uhr aktuelle Nachrichten und Interviews, danach folgen Beiträge der Redaktionen, die nach Wochentags-Themen und im Wochenrhythmus über den Monat verteilt sind.
Einen weiteren Schwerpunkt der Arbeit sieht der Sender darin, den lebendigen Dialog mit den Hörern zu führen, und bietet dafür Livesendungen mit Einwahlmöglichkeit an, z. B. die Gegen-Sprech-Anlage seit 2001, zuerst als zweistündige Gesprächs-Sendung freitags, nun mittwochs um 21 Uhr auch mit Gelegenheit zu Höreranrufen.
Ab 22 Uhr sind nach kurzer Wiederholung von Nachrichten vor allem Musik-Redaktionen mit aktuell wachsenden Bands und DJs aus Clubs am Werk, und die Biergebiete ist als bayrische Sommelier-Sendung als „Selbstfahrer“ mit eigener Sendetechnik zugange.
An jedem 4. Freitag im Monat läuft auch die Sendung Künstlerfragen, die vom Paul Klinger Künstlersozialwerk produziert wird, in der Einzelinterviews mit Künstlerinnen und Künstlern stattfinden. Peder W. Strux und Vivien Rathjen sind die aktuellen Moderatoren. Künstlerfragen wird auch am ersten Sonntag im Monat im nördlichen Sendegebiet auf Offener Kanal Westküste ausgestrahlt.

## Sendezeiten und Empfang
LORA München sendet werktags ab 16 Uhr auf der Frequenz UKW 92,4 MHz, Montag bis Donnerstag 16:00–24:00 Uhr und Freitag 16:00–21:00 Uhr. Im erweiterten UKW-Sendegebiet wird das Programm zu den UKW-Sendezeiten zeitgleich im Simulcast digital im DVB-C-Standard in den Kabelnetzen der Region verbreitet.
Auf DAB+ Kanal 11C sind die Sendezeiten etwas anders. Hier ist LORA Montag bis Freitag 01:00–16:00 Uhr sowie 18:00–24:00 Uhr zu hören.
Rund um die Uhr, das heißt auch am Wochenende ist das Programm als Livestream im Internet zu hören. Ausgewählte Sendungen sind auch über die eigene Mediathek oder über weitere Wege wie die Austauschplattform des BFR zum Nachhören verfügbar.

## Bund Freier Radios und Bürgerpreis
Radio Lora München ist Mitglied im Bundesverband Freier Radios (BFR), der Dachorganisation Freier Radios und Radioinitiativen in Deutschland. Regelmäßig werden auch Beiträge aus dem Austausch-Pool der Freien Radios gesendet sowie Beiträge auf der Plattform für andere nichtkommerzielle Radios zur Nutzung in deren Programmen bereitgestellt.
Am 7. Juli 2016 erhielt Radio Lora München zusammen mit Radio Z Nürnberg den Bürgerpreis des Bayerischen Landtages.